# 厚嘴啄花鸟
厚嘴啄花鸟（学名：Dicaeum agile），是啄花鸟科啄花鸟属的一种，分布于东帝汶、巴基斯坦、缅甸、孟加拉国、老挝、越南、印度、泰国、印度尼西亚、斯里兰卡、马来西亚、尼泊尔、新加坡和柬埔寨。该物种的保护状况被评为无危。
厚嘴啄花鸟的平均体重约为9.0克。栖息地包括亚热带或热带的（低地）湿润疏灌丛、亚热带或热带的湿润低地林、亚热带或热带的旱林、亚热带或热带的高海拔疏灌丛、种植园和亚热带或热带的湿润山地林。一般生活于落葉及半常綠林及傾向有多蜜源植物的地方。该物种的模式产地為孟加拉。